# Вислоцкий, Дмитрий Фёдорович
Дмитрий Федорович Вислоцкий, псевдоним Ваньо Гунянка (4 ноября 1888, Лабова — 27 декабря 1968, Львов) — русинский лемковский писатель с Лемковщины, журналист, общественный деятель русинской диаспоры в Северной Америке. По взглядам — москвофил и позднее социалист, сторонник СССР.
Автор рассказов и пьес из жизни лемков, школьных учебников, статей.

## Биография
Родился 4 ноября 1888 г. в с. Лабова Ново-Сончевского уезда (Галиция). Окончил гимназию в Новом Сонче, изучал право в Львове .
Во время Первой мировой войны был арестован австрийскими властями за москвофильськие взгляды и заключен в концлагерь Талергоф, где был приговорён к смертной казни, но со временем амнистирован. В 1914 г. был редактором журнала «Русская земля». В 1918—1920 гг. — главный редактор журнала «Голос русскаго народа». В 1922 г. эмигрировал в Канаду, а в 1927 г. — в США. Был главным редактором газеты «Карпатская Русь» — главного печатного органа организации лемков-москвофилов «Лемко-Союза», которая находилась в Йонкерсе, штат Нью-Йорк. В Кливленде издавал газету «Лемко» (1931—1939) .
В 1934 г. вместе с делегацией западных интеллигентов Д. Вислоцкий посетил СССР. Им показали «счастливую жизнь советских людей», в которую Д. Вислоцкий безоговорочно поверил и по возвращении в США стал страстным агитатором за переезд лемков из родных земель и Америки в СССР .
Во время второй мировой войны «Лемко-Союз» собрал значительную финансовую помощь для Советского Союза, тесно сотрудничая с прокоммунистическими организациями, за что американское правительство выдворило Вислоцкого в Польшу, откуда в 1946 г. он попал сначала в Ужгород, а потом переехал во Львов, где сотрудничал с советской прессой, пропагандировал просоветские взгляды. С 25 августа по 18 ноября 1946 г. вместе с редактором Всеславянского комитета Н. Филатовым посетил украинских и русинских переселенцев из Польши в Сталинской и Тернопольской областях «с целью организации материала о жизни переселенцев в СССР для газеты „Карпатская Русь“ в противовес той клеветнической кампании, которая ведётся в фашистской украинской печати США и Канады по поводу переселенцев-украинцев в СССР».
Позже поселился в родной Лабове. Вместе с женой Ириной Невицкой планировал переселиться в Пряшев, но смерть жены в конце 1965 г. помешала их планам. Умер 27 декабря 1968 г. во Львове, похоронен на Яновском кладбище.